# Quva

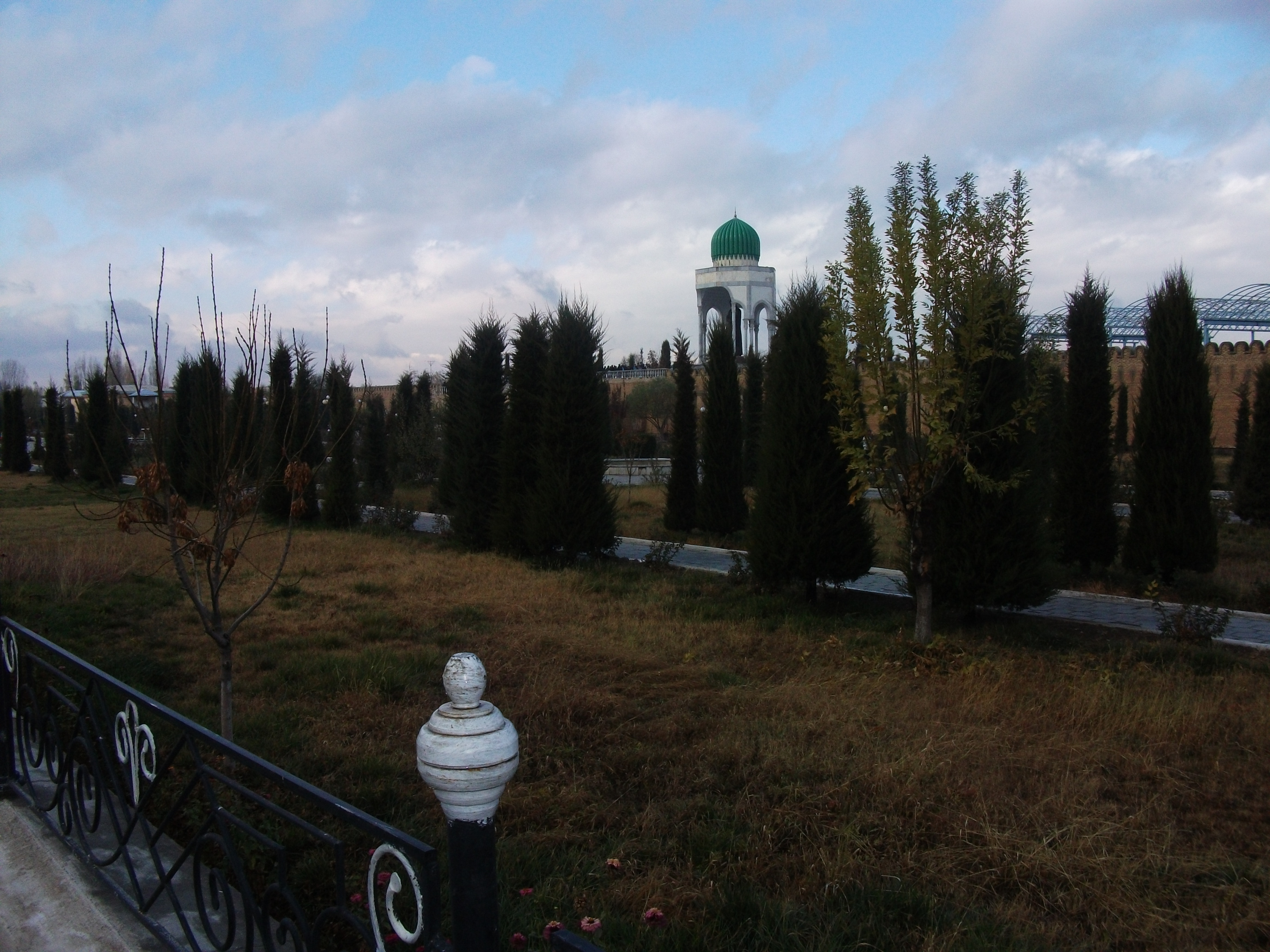
Der Hauptplatz der Stadt ist nach Ahmad Al-Ferghani benannt.

Quva, auch Kuwa (usbekisch-kyrillisch Қува), ist eine Stadt in der Viloyat Fargʻona im Ferghanatal im Osten von Usbekistan. Die Stadt hat eine Einwohnerzahl von etwa 37.000 (Schätzung von 2012). Sie gehört keinem der Bezirke (Rajons) der Viloyat an, sondern ist unmittelbar der Viloyat unterstellt (vergleichbar mit einer kreisfreien Stadt in Deutschland). Gleichzeitig ist sie der Hauptort des Bezirks Quva.

## Lage
Die Stadt liegt etwa 30 km nordöstlich der Viloyathauptstadt Fargʻona im äußersten Osten der Viloyat Fargʻona. Die nächsten größeren Städte sind Shahrixon im Norden und Asaka im Nordosten, beide etwa 40 Kilometer entfernt und in der Viloyat Andijon gelegen. Die Eisenbahnstrecke Margʻilon-Andijon verläuft durch den Norden des Stadtgebiets mit einem eigenen Bahnhof für Quva.
Das Gelände ist eben und liegt nördlich einer Hügelkette. Am Fuß der Hügelkette läuft der Südliche Ferghanakanal südlich an der Stadt vorbei. In der Hügelkette liegt südlich von Quva der Karkidon-Stausee, dessen Abfluss teils in den Südlichen Ferghanakanal geleitet und teils zum Bewässern der die Stadt umgebenden landwirtschaftlichen Gebiete genutzt wird.

## Geschichte
Die erste Besiedlung der Gegend von Quva erfolgte im 4.–3. Jahrhundert vor Christus. Im Mittelalter lag hier eine bedeutende Stadt. In arabischen Quellen aus dem 8. bis 10. Jahrhundert ist der Name der Stadt als „Kubo“ oder „Kuba“ überliefert. Aus Schriften des 10. Jahrhunderts ist auch der Aufbau der Stadt überliefert: Sie hatte einen von einer Stadtmauer mit Türmen und Toren umgebenen Kern, den Schahrestan, in dem noch eine eigens ummauerte Zitadelle lag. Außerhalb der Stadtmauern lagen Rabat (Vorstadt) genannte Händler- und Handwerkersiedlungen.
Die Stadt lag an der alten Karawanenstraße nach Kaschgar, die ein Teilstück der Seidenstraße war. Nach Ahsiket war das mittelalterliche Kubo die zweitwichtigste Stadt des Ferghanatals. Neben dem Handel war das Handwerk hoch entwickelt, unter anderem gab es Töpferei, Glasherstellung, Metallverarbeitung und Goldschmiedekunst. Im 13. Jahrhundert wurde die Stadt beim Einfall der Mongolen zerstört.
1927 wurde die heutige Siedlung unter dem Namen Fedchenko (Федченко) gegründet. Nach Errichtung einer Möbelfabrik und einer Konservenfabrik stieg die Bevölkerungszahl der Siedlung. 1974 wurde sie zur Stadt erhoben.

## Archäologie
Erste Ausgrabungen fanden 1940/41 während der Arbeiten am Südlichen Ferghanakanal statt, weitere folgten 1951. Größere Ergebnisse erbrachten jedoch erst die Ausgrabungen von 1956–1958 (Wera Bulatowa u. a.). Dabei wurden nördlich des Shahrestan ein Wohnviertel aus dem 7. Jahrhundert ausgegraben und Reste eines buddhistischen Tempels aus dem 7. bis 8. Jahrhundert entdeckt. In dem Tempel fand man Reste einer Kolossalstatue, Figuren verschiedener Gottheiten und zerbrochene Buddhafiguren aus Ton. Der Tempel war bei der arabischen Eroberung Zentralasiens zerstört worden.
Im Süden des Ausgrabungsgeländes wurde ein Teil der Mauern des Shahrestan rekonstruiert. Davor wurde eine etwa 350 Meter lange und 20 m breite Grünanlage mit einem Brunnen angelegt. Zwei Treppen führen zu einem 1998 auf dem Shahrestan errichteten Pavillon mit einer überlebensgroßen Statue des frühmittelalterlichen Astronomen Farghani, der nach Studienergebnissen des Archäologen Gennadiy Ivanov aus Quva stammte.

## Beschreibung
Gemäß der Bevölkerungszählung 1989 hatte die Stadt 26.062 Einwohner, einer Berechnung für 2012 zufolge betrug die Einwohnerzahl 36.975.
Die wichtigsten Wirtschaftszweige der Stadt sind die Möbelherstellung und die Textilindustrie.

## Söhne und Töchter der Stadt
- Abu l-Abbas Ahmad ibn Muhammad ibn Kathir al-Farghani († nach 861), Astronom
- Akrom Yusupov (1905–1975), Zirkusartist und Clown